# U.S. Route 224
 (mars 2025).
Si vous disposez d'ouvrages ou d'articles de référence ou si vous connaissez des sites web de qualité traitant du thème abordé ici, merci de compléter l'article en donnant les références utiles à sa vérifiabilité et en les liant à la section « Notes et références ».
La U.S. Route 224 (US 224) est une US Route auxiliaire de la US 24 parcourant les états de l'Indiana, de l'Ohio et de la Pennsylvanie. Elle mesure 289 miles (465 km) depuis la US 24 à Huntington, Indiana, jusqu'à la US 422 Bus. à New Castle, Pennsylvanie, à l'est.

## Description du tracé

### Indiana
À partir de son terminus ouest à Huntington, à la jonction de la US 24, la US 224 se dirige vers le sud-est jusqu'à Markle, puis, vers l'est. Elle passe par Decatur avant d'atteindre la frontière avec l'Ohio.

### Ohio
Après être entrée en Ohio, la US 224 poursuit son trajet vers l'est. Elle passe par Van Wert, Ottoville, Ottawa, Findlay, Tiffin, Willard et Lodi avant d'arriver dans la région d'Akron. Dans cette ville, à la jonction avec l'I-71, elle débute un multiplex avec l'I-76, laquelle y a son terminus ouest. Les deux routes se dirigent ensemble vers l'est et, au sud-ouest du centre-ville d'Akron, se séparent. La US 224 continue vers l'est en intégrant cette fois le tracé de l'I-277. Le multiplex se poursuit jusqu'à la jonction avec l'I-77 et la US 224 poursuit seule son trajet vers l'est. Elle passe par Randolph, Atwater, Canfield, Boardman et Poland avant d'atteindre la frontière de la Pennsylvanie un peu plus loin.

### Pennsylvanie
La route entre en Pennsylvanie à l'ouest de New Castle. Elle traverse l'ouest de la ville et prend fin juste avant le centre-ville alors qu'elle rencontre la US 422 Bus.

## Intersections majeures
Indiana
 US 24 à Huntington
 I-69 à Markle
 US 27 / US 33 à Decatur. Les routes forment un multiplex dans la ville.
Ohio
 US 30 près de Van Wert. Les routes forment un multiplex jusqu'à Van Wert.
 US 127 à Van Wert. Les routes forment un multiplex dans la ville.
 I-75 à Findlay
 US 23 près de Fostoria
 US 250 près de New London
 US 42 près de Lodi. Les routes forment un multiplex jusqu'à Lodi.
 I-71 / I-76 près de Westfield Center. L'I-76 / US 224 forment un multiplex jusqu'à Akron.
 I-277 à Akron. Les routes forment un multiplex dans la ville.
 I-77 à Akron
 US 62 à Canfield
 I-680 à Boardman
Pennsylvanie
 I-376 / US 422 à New Castle
 US 422 Bus. à New Castle